# Alexandre Varenne
Alexandre Varenne (phiên âm tiếng việt: A-lếc-xăng Va-ren), (3 Tháng 10, 1870 - 16 Tháng 2, 1947) là một nhà báo và chính trị gia người Pháp. Ông cũng là người sáng lập tờ báo La Montagne.
Ông sinh tại Clermont-Ferrand, Pháp, sang nhậm chức Toàn quyền ở Đông Dương vào ngày 28 tháng 07 năm 1925 lúc 55 tuổi.
Ông từng là đảng viên Đảng Xã hội Pháp. Khi toàn quyền Merlin bị nhà cách mạng Phạm Hồng Thái thuộc Việt Nam Quang phục hội giết hụt ở Sa Diện, Quảng Đông (Trung Quốc) thì Paris cử Varenne sang chấp chính hầu xoa dịu tình hình ở Đông Dương.
Ông được xem là một Toàn quyền có ý thức nhân đạo với đường lối tương đối cấp tiến hơn các tiền nhiệm. Một trong thành tựu của Varenne là chính sách chích ngừa dịch tả, cải cách học chính, và thành lập các Viện Dân biểu Bắc Kỳ và Trung Kỳ.